# Parc national de Kahurangi

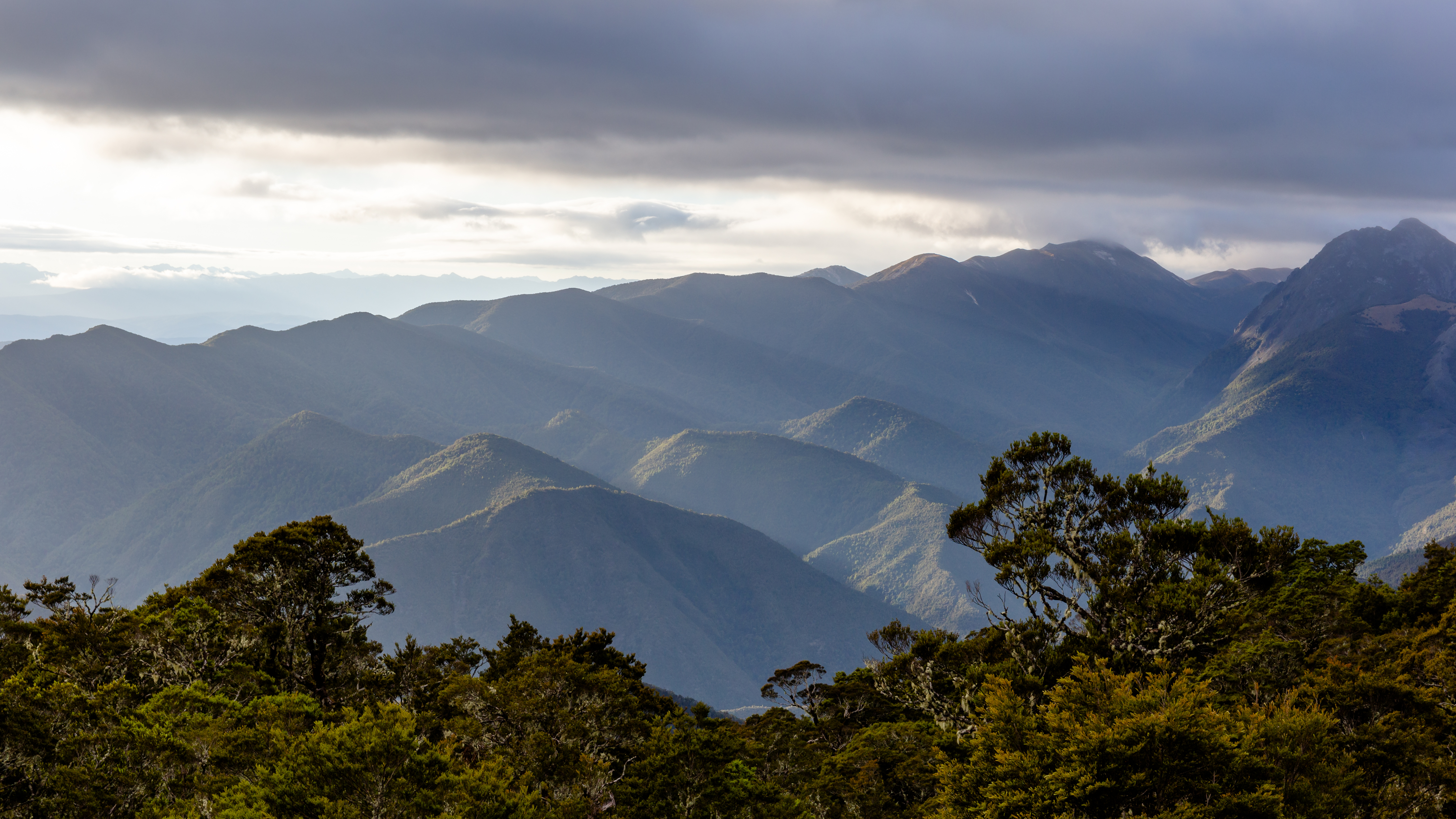
Les Lookout Range dans le parc national de Kahurangi.

Le parc national de Kahurangi est situé au nord-ouest de l'île du Sud de la Nouvelle-Zélande.

## Présentation
Fondé en 1996, le parc national de Kahurangi a une superficie de 4 515 km2, ce qui en fait le second le plus grand parc national du pays.
La plus grande partie des parcs forestiers (en), qui étaient au nord-est de Nelson forment la base du nouveau parc. Il fait partie de l'écorégion des forêts tempérées de la côte de Nelson. 
La pointe de Kahurangi (en), regardée comme la frontière entre la région de la West Coast et la région de Tasmans, est localisée dans le parc, tout comme le sont le chemin de randonnées de Heaphy track (en) et le mont Owen (en).
En 2019, il fut annoncé qu’une large partie du bassin de drainage de la rivière Mōkihinui, comprenant 15 km du lit de la rivière, pourrait être ajoutés au parc de Kahurangi.

## Population

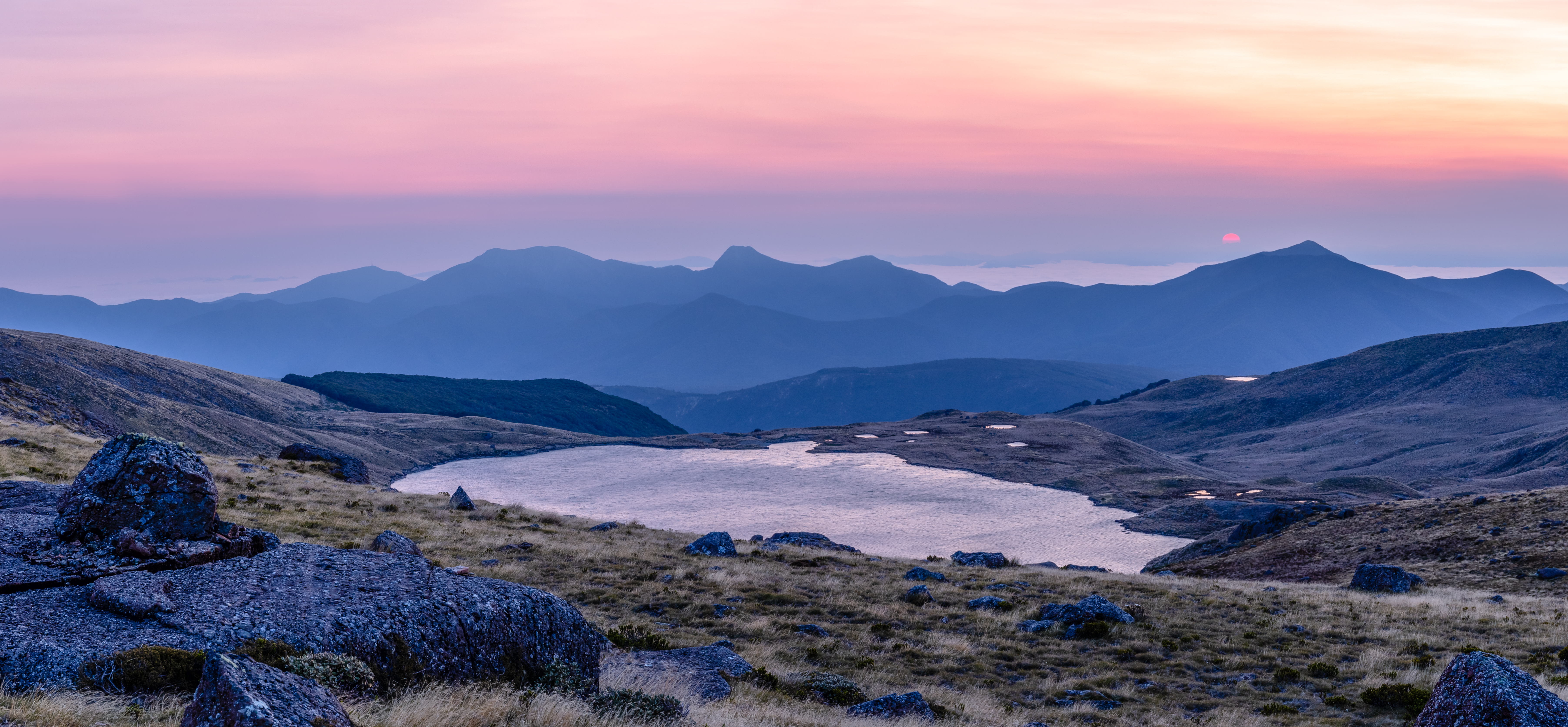
Le lac Sylvester dans le parc national de Kahurangi.

La population vivant sur le parc a depuis grossi pour atteindre 31 individus.

## Gouvernance
Le parc est administré par le Department of Conservation (DOC).
Les visiteurs y font du trekking, du rafting, et de la spéléologie.
Après avoir été interdit pendant plusieurs années, le vélo tout-terrain est autorisé au niveau du trajet de Heaphy Track (en) sur une base de parcours pour les hivers 2011, 2012 et 2013.
Les effets de la circulation des cyclistes sur les randonneurs et sur la vie sauvage furent déterminés pour savoir si le parcours pouvait continuer ou non.
Au sud du parc, le bassin de l'Oparara est un endroit remarquable par son endémisme et ses arches naturelles.

## Faune

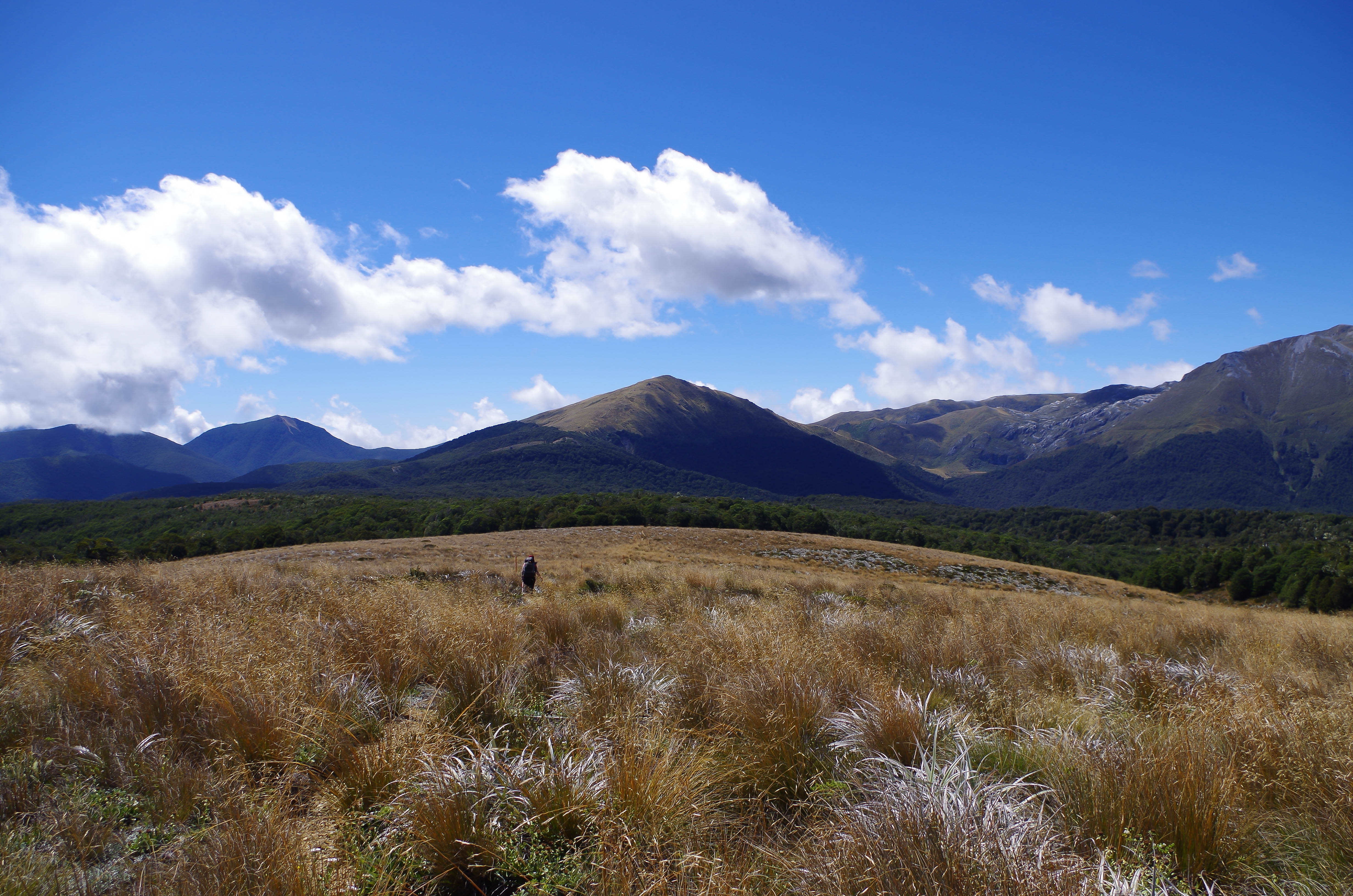
pyramide de Gordons.

Le parc abrite une grande variété d’animaux et de plantes uniques spécifiques de cette localisation géographique comprenant le « Grass Tablelands » visible uniquement ici. L’espèce en danger de disparition des takahē furent réintroduits dans le parc en 2018, soit cent ans après leur disparition en ce lieu. Dix-huit takahē ont été relâchés au niveau de « Gouland Downs ».

## Initiatives de conservation
En plus des actions de conservation définies par le programme de la conservation, il y a des initiatives de la communauté, qui ont pour but d’implémenter des espèces, en partenariat avec le ministère de la Conservation, dans le cadre d'une stratégie de protection à mener à propos de la protection et le retour d’espèces en danger et d’améliorer la flore et la faune du bassin de drainage de la « Flora Stream » dans le parc national de Kahurangi.

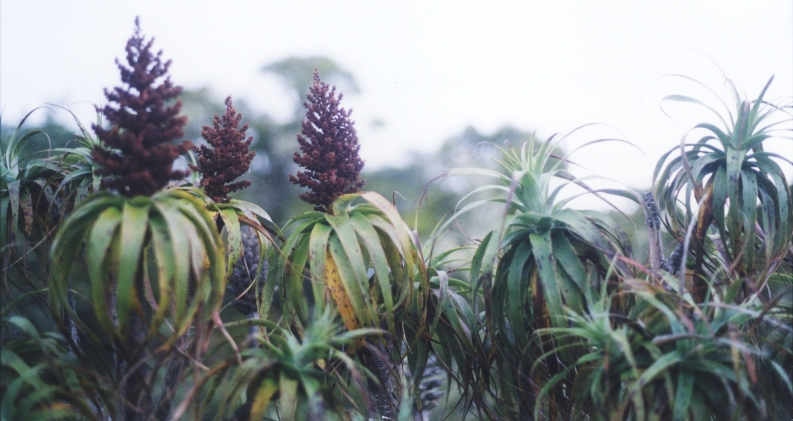
Dracophyllum visibles dans le parc.

Ceci doit augmenter l’expérience acquise pour tous les visiteurs de cette zone populaire, résultant de cette appréciation large de la communauté et de l’utilisation du parc.
L’association maintient en état approximativement trente kilomètres de ligne de piégeages, avec des trappes espacées d’environ cent mètres. Un vaste programme d’éradication est en place, et la surveillance des oiseaux est aussi une partie du programme de l’association.